# Gare de Louveciennes
La gare de Louveciennes est une gare ferroviaire française de la ligne de Saint-Cloud à Saint-Nom-la-Bretèche, située dans la commune de Louveciennes, dans le département français des Yvelines en région Île-de-France.
Ouverte le 5 mai 1884 par la Compagnie des chemins de fer de l'Ouest, c'est aujourd'hui une gare de la Société nationale des chemins de fer français (SNCF) desservie par les trains de la ligne L du Transilien (réseau Paris-Saint-Lazare). Elle se situe à une distance de 23,4 km de la gare de Paris-Saint-Lazare.

## Situation ferroviaire
La gare de Louveciennes est située au nord-est du centre-ville au niveau du sol. Établie à 112 m d'altitude, elle se situe au point kilométrique (PK) 23,387 de la ligne de Saint-Cloud à Saint-Nom-la-Bretèche (PK 0 à Paris-Saint-Lazare). Elle constitue le cinquième point d'arrêt de la ligne après Bougival et précède la gare de Marly-le-Roi.

## Histoire
La réalisation de la nouvelle ligne de Saint-Cloud à Saint-Nom-la-Bretèche est lancée en avril 1881, avec le creusement de la tranchée des Rougemonts, la réalisation du haut remblai à travers la combe de la Croix-Rouge ainsi que le percement du tunnel situé sous la route de Versailles. Le 31 décembre de la même année, un grave accident survient dans la cunette d'avancement de la tranchée des Rougemonts en direction de Marly ; trois ouvriers sont ensevelis à la suite d'un éboulement de la masse sableuse. Un d'entre eux, M. Carbonati, qui ne peut être dégagé qu'au bout d'une heure, y laisse la vie.
Lors de l'enquête préalable à la construction des stations, le conseil municipal de Louveciennes réclame la création d'une gare de marchandises. La Compagnie n'y est pas favorable, justifiant que la commune a une activité essentiellement horticole ne nécessitant pas dans l'immédiat une telle réalisation. Le service de messagerie devrait selon elle suffire aux besoins. Toutefois, elle acquiert les terrains nécessaires en vue d'un aménagement ultérieur. Trois voies de débord sont finalement construites, mais dépourvues de sortie côté Saint-Nom. Le train inaugural est accueilli par le chef de gare le 5 mai 1884. La réalisation de la ligne a une conséquence inattendue : M. Souvent, propriétaire à Voisins, écart de la commune de Louveciennes, se plaint du tarissement de son puits et expédie une pétition à l'administration le 20 décembre 1883. L'ingénieur ordinaire ainsi que l'ingénieur en chef s'accordent sur ce constat, mais ils répondent qu'aucun élément ne prouve que le chantier est responsable de cette situation et refusent tout dédommagement de la part de l'État.

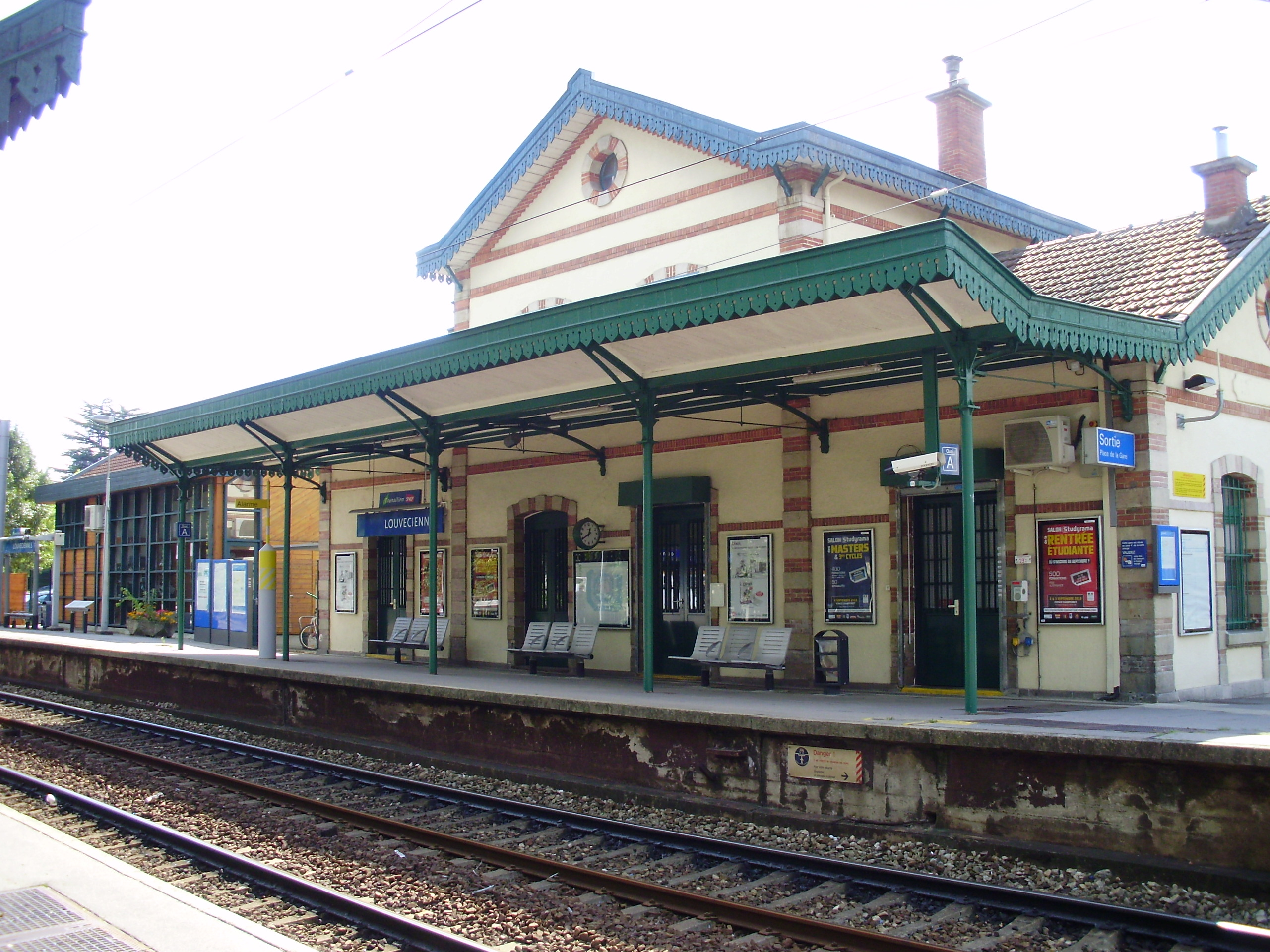
Le bâtiment voyageurs vu depuis le quai pour Paris-Saint-Lazare.

En 1931, les quais sont relevés lors de l'électrification de la ligne par troisième rail latéral sous 750 volts. Afin de relier les deux quais, l'administration de l'État propose la réalisation à ses frais d'une passerelle pour un coût de 67 000 francs ; mais la commune privilégie la construction d'un passage souterrain, pour un montant atteignant 90 000 francs. Après accord de l'administration, c'est finalement ce dernier qui est réalisé, aux frais de la commune, cette somme étant empruntée et remboursable sur une durée de dix-sept ans grâce à une surtaxe locale temporaire sur le prix des billets.
Le 16 septembre 1978, l'électrification par caténaire en courant monophasé 25000 volts, engagée en 1974, atteint le terminus de Saint-Nom. Le dimanche 1er octobre suivant, la circulation de la dernière rame standard et l'arrivée des Z 6400 sont l'occasion de festivités organisées par la SNCF ainsi que les municipalités, tout particulièrement celle de Louveciennes, avec des participants en costumes d'époque. Après 1978, un embranchement particulier orienté vers Saint-Nom-la-Bretèche subsiste jusqu'à la fin des années 1980, assurant un trafic diffus de boissons. Il disparaît finalement et laisse place à des parkings ainsi qu'à divers aménagements.

## Fréquentation
Le trafic montant quotidien ne dépasse pas 63 voyageurs à l'ouverture de la ligne en 1884, puis 122 par jour en 1893. Il atteint 330 voyageurs en 1938, 1 606 en 1973 et enfin 1 800 voyageurs par jour en 2003.
En 2012, 1 670 voyageurs ont pris le train dans cette gare chaque jour ouvré de la semaine.
De 2015 à 2023, les chiffres de fréquentation sont les suivants :
| Année         | 2015    | 2016    | 2017    | 2018      | 2019      | 2020    | 2021    | 2022    | 2023    |
| ------------- | ------- | ------- | ------- | --------- | --------- | ------- | ------- | ------- | ------- |
| Fréquentation | 949 312 | 965 641 | 993 261 | 1 001 155 | 1 015 247 | 478 388 | 827 992 | 977 571 | 970 429 |

## Services voyageurs

### Accueil
En 2011, un guichet Transilien est ouvert du lundi au samedi de 6 h 40 à 1 h 25, les dimanches et fêtes de 7 h 50 à 1 h 25. Des automates Transilien et grandes lignes sont également disponibles.
Deux parcs relais gratuits de 182 et 223 places sont aménagés pour les véhicules.

### Desserte
La gare est desservie par les trains de la ligne L du Transilien (réseau Paris-Saint-Lazare), à raison (par sens) d'un train toutes les 30 minutes en heures creuses, de deux à huit trains par heure aux heures de pointe (au départ le matin et à l'arrivée le soir) et d'un train toutes les 30 minutes en soirée.
Les trajets sont assurés par des automotrices de type Z 6400. Le temps de trajet est, selon les trains, de 28 à 34 minutes depuis la gare de Paris-Saint-Lazare.

### Correspondances
La gare est desservie par les lignes 6216, 6280 et 6281 du réseau de bus Grand Versailles et par la ligne 57 du réseau de bus Argenteuil - Boucles de Seine.

## Patrimoine ferroviaire
Le bâtiment voyageurs correspond au modèle standard des gares de troisième classe de la ligne de la grande ceinture de Paris ; ce modèle, dont le plan fut conçu par l'ingénieur des Ponts et Chaussées Luneau, a été utilisé notamment pour la gare de Marly-le-Roi.
Toutes ces gares possèdent à l’origine, une marquise qui s’appuie sur la façade côté quai. Un abri voyageurs, lui aussi doté d'une marquise symétrique, est implanté sur le quai opposé. Les gares de Louveciennes, Bougival et Vaucresson sont les seules à avoir conservé ces structures.

## Galerie de photographies

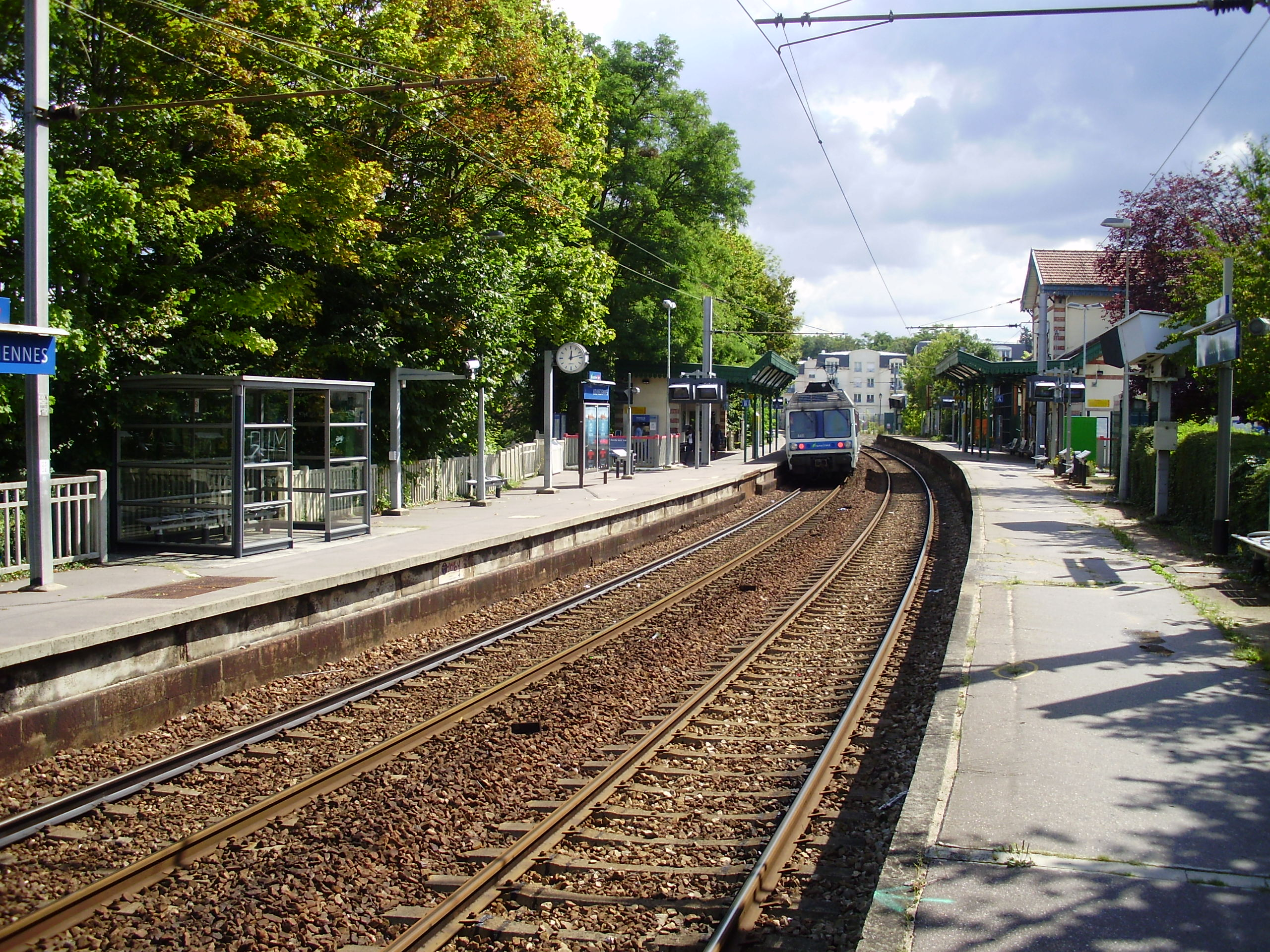
Les quais avec une rame Z 6400 à destination de Paris-Saint-Lazare.
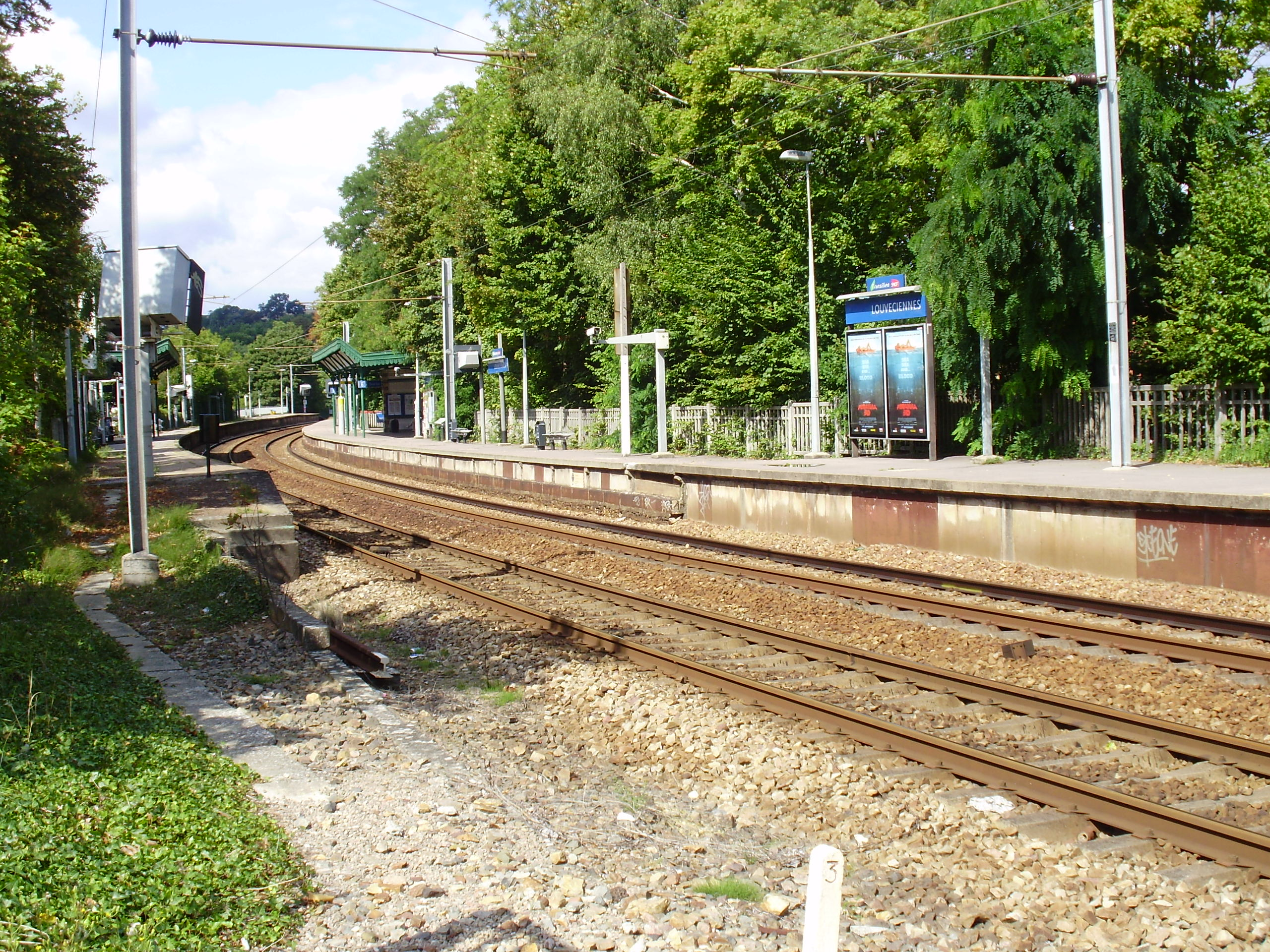
Les quais en direction de Saint-Nom-la-Bretèche.
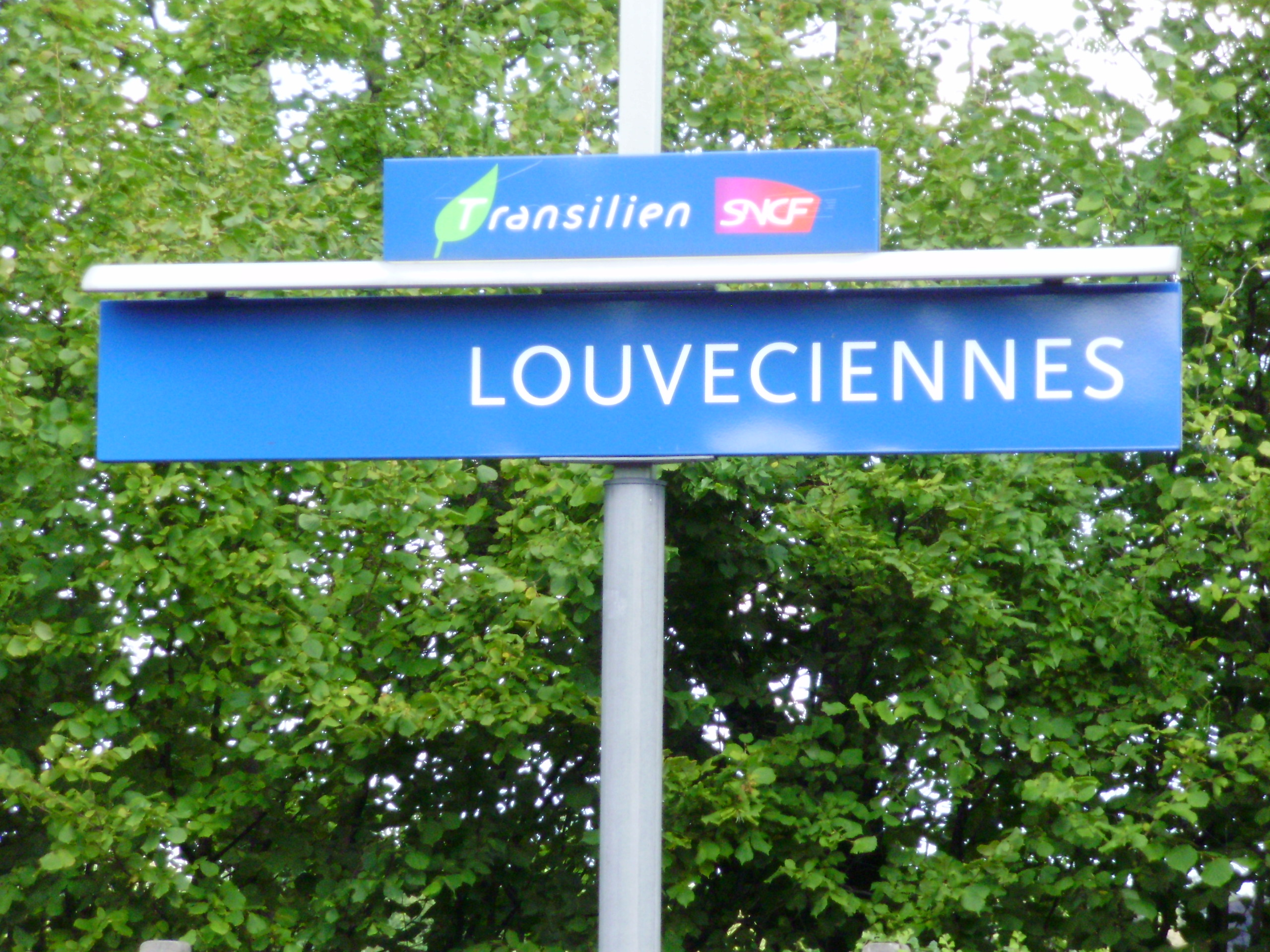
Panneau de la gare.